# Orden des Heiligen Bischof Platon

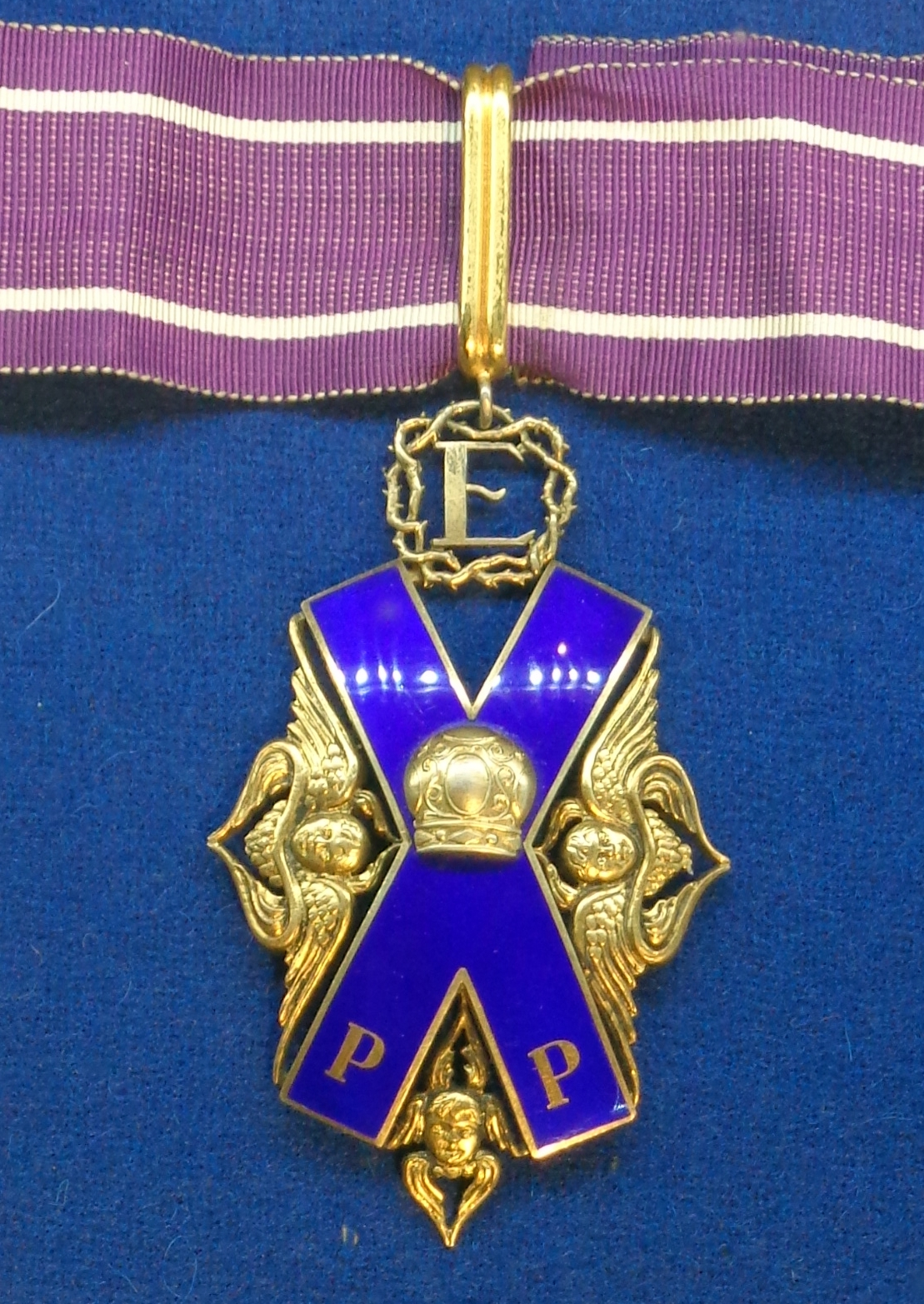
Orden des Heiligen Bischof Platon, II Klasse

Der Orden des Heiligen Bischof Platon ist ein kirchlicher Verdienstorden. Er wird von der Estnischen Apostolischen Orthodoxen Kirche (EAÕK) verliehen.

## Geschichte
Der Orden des Heiligen Bischof Platon wurde 1922 von der Vollversammlung der Estnischen Apostolischen Orthodoxen Kirche gestiftet. Er wird seit 1924 verliehen. Der orthodoxe Verdienstorden erinnert an das Märtyrertum des estnisch-orthodoxen Bischofs Platon, der im Januar 1919 in Tartu von sowjetrussischen Truppen ermordet wurde. Bischof Platon wurde im Jahr 2000 durch die orthodoxen Kirchen heiliggesprochen.

## Verleihung
Gemäß den kirchlichen Statuten wird der Orden sowohl an geistliche wie an weltliche Personen für Verdienste um die Kirche durch den Tallinner Metropoliten der Estnischen Apostolischen Orthodoxen Kirche verliehen. Er kann auch nicht-orthodoxen Personen verliehen werden. Die Ordensausführung stellt als Grundmotiv das Andreaskreuz als Symbol des Martyriums dar.
Der Orden wird in drei Klassen verliehen:
- Erste Klasse – Bruststern
- Zweite Klasse – am Halsband
- Dritte Klasse – linke Brust, am Bande

Einer der ersten Ordensträger war im Dezember 1925 der estnische Politiker Konstantin Päts.